# NGC 541

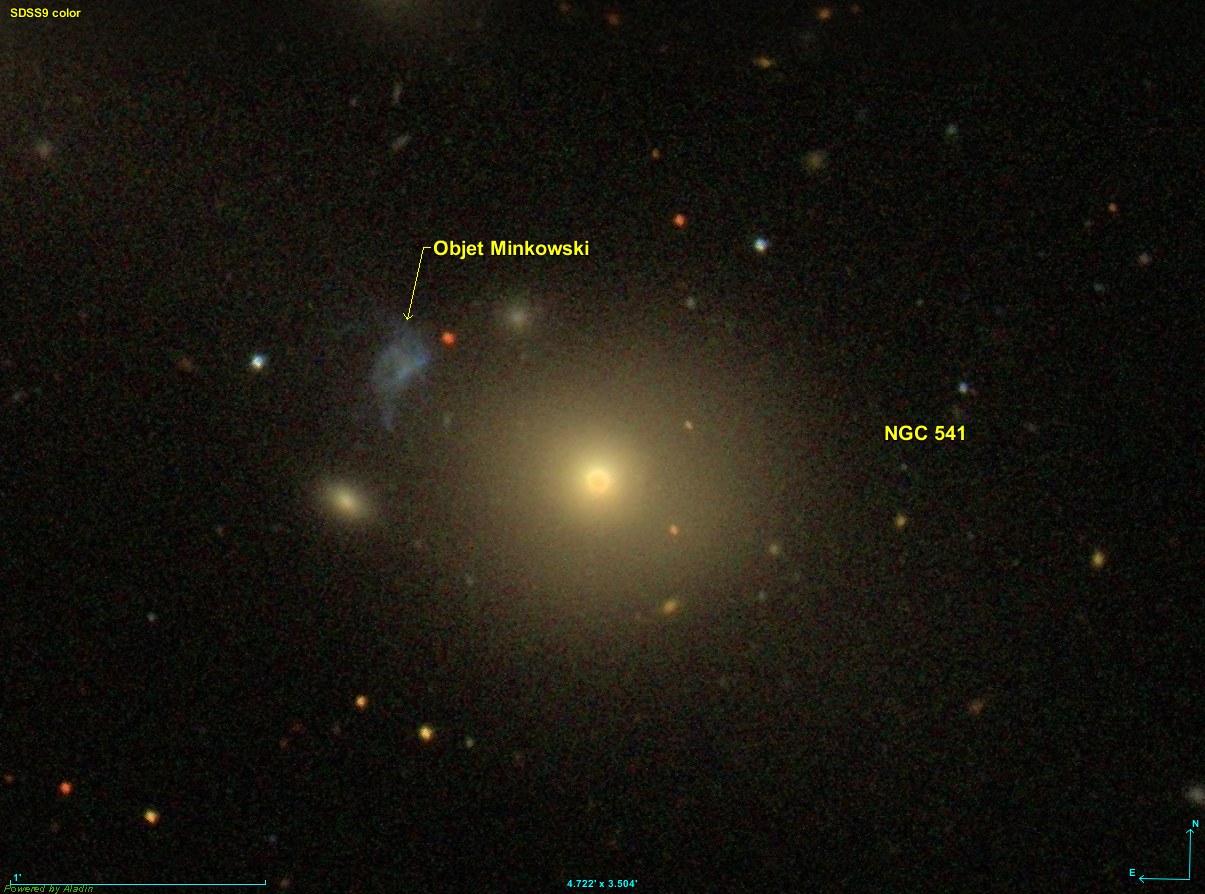

NGC 541 este o galaxie lenticulară, posibil eliptică, situată în constelația Balena. A fost descoperită în 30 octombrie 1864 de către Heinrich Louis d'Arrest.